# Vasile Dárnea
Vasile Dárnea (* 1975 in Turnu Măgurele) ist ein rumänischer Geiger. Er wurde in Deutschland als talentierter Straßenmusiker entdeckt und erhielt erst anschließend eine professionelle Ausbildung. Dárnea musizierte in zahlreichen unterschiedlichen Formationen – unter anderem auch in einem ARD-Rundfunkorchester – und war bereits an mehreren deutschen Theatern als Orchestermitglied beschäftigt.

## Künstlerische Laufbahn

### Anfänge und Ausbildung
In seinem Heimatland erfuhr Dárnea ab dem fünften Lebensjahr eine rudimentäre musikalische Früherziehung durch seinen Vater – einen autodidaktischen Geiger. Im Wesentlichen brachte er sich das Geigenspiel jedoch ebenfalls autodidaktisch bei. Bereits als Schüler erhielt er mehrere Auszeichnungen. Im Jugendalter ließ er sich von Schleppern nach Deutschland bringen. Anschließend verdiente er sich dort seinen Lebensunterhalt als Straßenmusiker in diversen Orten. In der niedersächsischen Kreisstadt Verden fiel sein Talent 1993 schließlich Musikliebhabern auf, die Dárnea an Maria Grevesmühl vermittelten. Diese lehrte als bekannte Violindozentin an der Hochschule für Künste Bremen.
Zwischen Dárnea und Grevesmühl entwickelte sich rasch ein künstlerisch fruchtbares Lehrer-Schüler-Verhältnis. Da er noch zu jung war, um sich an der Hochschule zu immatrikulieren, wurde er auf ihre Initiative hin zunächst als Gaststudent zugelassen. Zeitweise erteilte sie ihm auch kostenlosen Privatunterricht. Sie organisierte Dárnea ein besseres Instrument und nahm ihn in das von ihr gegründete Kammerorchester der Hochschule auf. Nach seinem 18. Geburtstag konnte er sich dann auch regulär für ein Studium in Grevesmühls Solistenklasse einschreiben. Bald erhielt er die Möglichkeit, als Aushilfe in der NDR-Radiophilharmonie zu musizieren. Zudem gewann er den ersten Preis der Regionalwertung (Distrikt Niedersachsen/Bremen) des Lions-Club-Musikpreises. Zuletzt nahmen Kommilitonen bei den hochschulinternen Proben jedoch „eine feine Rivalität“ und einen „heimlichen Machtkampf“ zwischen Dárnea und Grevesmühl wahr. Der Student habe Verbesserungsvorschläge nicht länger stets widerspruchslos akzeptiert und zeitweise zu erkennen gegeben, „dass er womöglich der überlegene Musiker sei“.
Nachdem Maria Grevesmühl Ende Oktober 1996 beim Raub ihrer kostbaren Stradivari gewaltsam zu Tode gekommen war, konnte ein rumänischstämmiger Haupttäter verhaftet werden. Im Zuge der polizeilichen Ermittlungen geriet auch Dárnea in den Verdacht der Mitwisser- beziehungsweise Mittäterschaft und saß 13 Wochen in Untersuchungshaft. Im Mai 1998 wurde er von der Strafkammer II des Landgerichts Bremen entgegen dem Antrag der Staatsanwaltschaft – die drei Jahre Freiheitsstrafe gefordert hatte – freigesprochen. Eine staatsanwaltschaftliche Revision wurde im November 1998 abgewiesen.
Dárnea setzte sein Studium in Thomas Klugs Solistenklasse sowie in Kammermusikklassen unter anderem bei Alexander Baillie fort und spielte 2001 in der Kammersinfonie des Landkreises Diepholz. 2003 legte er die Künstlerische Reifeprüfung mit Auszeichnung ab. Es folgten weitere Studien bei Walter Forchert, Katrin Scholz, Ulf Schneider sowie Martin Dehning. Darüber hinaus nahm er auch an internationalen Meisterkursen von Christian Tetzlaff und Yfrah Neamann teil.

### Weitere Karriere
Nach Abschluss der Ausbildung begann für Dárnea eine vielseitige solistische und kammermusikalische Tätigkeit im In- und Ausland. Im Jahr 2004 fand er am Berliner Theater des Westens seine erste feste Anstellung. Zeitweise wirkte er im Ensemble Phoenix (Eckernförde), in der Neuen Philharmonie Westfalen, im Ensemble con Arpa (Delmenhorst), im Tal Consort-Ensemble sowie im VaRoCo-Balcanic-Trio (Paris) mit. Ferner spielte er die erste Geige sowohl im Zypressen-Quartett (Bremen) als auch im Tango-Quartett Alpachiru und war als Konzertmeister bei der Klassischen Philharmonie NordWest sowie der bremischen Opera Piccola beschäftigt.
Für CD-Einspielungen arbeitete er unter anderem mit Jasper van’t Hof, Valentine und Stage Entertainment zusammen. Zwischen 2010 und 2014 war er festes Orchestermitglied am Theater Hagen sowie zwischen November 2015 und September 2016 Konzertmeister am Metronom Theater in Oberhausen für die dortige Aufführung des Musicals Das Phantom der Oper. Darüber hinaus spielt er bereits seit 2001 im RoVaMe-Trio, das er damals zusammen mit zwei Hochschulkommilitonen gegründet hatte.
Er ist mit der russischen Sopranistin und Chorleiterin Diana Petrova Dárnea verheiratet, mit der zusammen er das DiVas-Quintett leitet, das sich ebenfalls dem Tango verschrieben hat. Das Paar lebt in Gelsenkirchen, wo Dárnea auch Musikunterricht anbietet. Zudem arbeitet er als Violinlehrer an den Musikschulen in Dinslaken und Duisburg.

## Spielstil
Bereits während seiner Zeit als Straßenmusikant verfügte Dárnea über eine hohe musikalische Virtuosität und die Fähigkeit des „intuitiven, mühelosen Erfassens von Musik“. Bei späteren Auftritten lobten Kritiker vor allem sein „einfühlsames“ Spiel, seine „Unbeschwertheit“ sowie seinen „feingliedrigem Silberton“.
Hervorgehoben wurde beispielsweise, dass er es selbst bei „begeisternder Höhenbrillanz“ verstehe, die „geradezu violenhaft anmutende Wärme seines Klanges beizubehalten, dessen blühende Fülle selbst in den schnellsten Läufen und trockensten Arpeggien vernehmbar“ bleibe. Darüber hinaus bewege er sich mit „technischer Perfektion“ und „reifem musikalischem Ausdruck“ „meisterhaft in Intonation und Klanggestaltung“.